# Sibelis Veranes
Sibelis Veranes, född den 5 februari 1974 i Santiago de Cuba, Kuba, är en kubansk judoutövare.
Hon tog OS-guld i damernas mellanvikt i samband med de olympiska judotävlingarna 2000 i Sydney.